# Aeroportul Long Island MacArthur
Aeroportul Long Island MacArthur (IATA: ISP, ICAO: KISP, FAA LID: ISP) este un aeroport din Islip⁠(d), Suffolk, New York, Statele Unite ale Americii ce deservește zona Long Island. Aeroportul a fost tranzitat în 2022 de 1.348.000 de pasageri. A fost numit după zona deservită.
Situat la o altitudine de 30 m, aeroportul dispune de 4 piste. Este operat de Islip⁠(d).

## Infrastructură

### Piste
Aeroportul dispune de 4 piste: 
- pista 06/24 din asfalt, cu dimensiunile 7.006 picioare × 150 picioare
- pista 10/28 din asfalt, cu dimensiunile 5.034 picioare × 150 picioare
- pista 15L/33R din asfalt, cu dimensiunile 3.175 picioare × 75 picioare
- pista 15R/33L din asfalt, cu dimensiunile 5.186 picioare × 150 picioare